# Spoorlijn Nexon - Brive-la-Gaillarde
De spoorlijn Nexon - Brive-la-Gaillarde is een Franse spoorlijn van Nexon naar Brive-la-Gaillarde. De lijn is 80,4 km lang en heeft als lijnnummer 613 000.

## Geschiedenis
De lijn werd geopend door de Compagnie du chemin de fer de Paris à Orléans op 20 december 1875.
Als gevolg van een aardverschuiving werd de lijn tussen Saint-Yrieix-la-Perche en Objat gesloten op 27 februari 2018. Tussen Nexon en Saint-Yrieix-la-Perche is tussen 3 juli 2023 en 10 februari de lijn volledig gerenoveerd.

## Treindiensten
De SNCF verzorgt het personenvervoer op dit traject met TER treinen.
| Serie | Treinsoort | Route                                                                 | Bijzonderheden                                 |
| ----- | ---------- | --------------------------------------------------------------------- | ---------------------------------------------- |
| L 23  | TER (SNCF) | [ Limoges-Bénédictins – Saint-Yrieix ] [ Objat – Brive-la-Gaillarde ] | geen treinverkeer tussen Saint-Yrieix en Objat |

## Aansluitingen
In de volgende plaatsen is of was er een aansluiting op de volgende spoorlijnen:
Nexon
RFN 611 000, spoorlijn tussen Limoges-Bénédictins en Périgueux
Saint-Yrieix
RFN 614 000, spoorlijn tussen Bussière-Galant en Saint-Yrieix
Saint-Aulaire
RFN 616 000, spoorlijn tussen Thiviers en Saint-Aulaire
Brive-la-Gaillarde
RFN 590 000, spoorlijn tussen Les Aubrais-Orléans en Montauban-Ville-Bourbon
RFN 621 000, spoorlijn tussen Coutras en Tulle
RFN 718 000, spoorlijn tussen Brive-la-Gaillarde en Toulouse-Matabiau via Capdenac

## Galerij

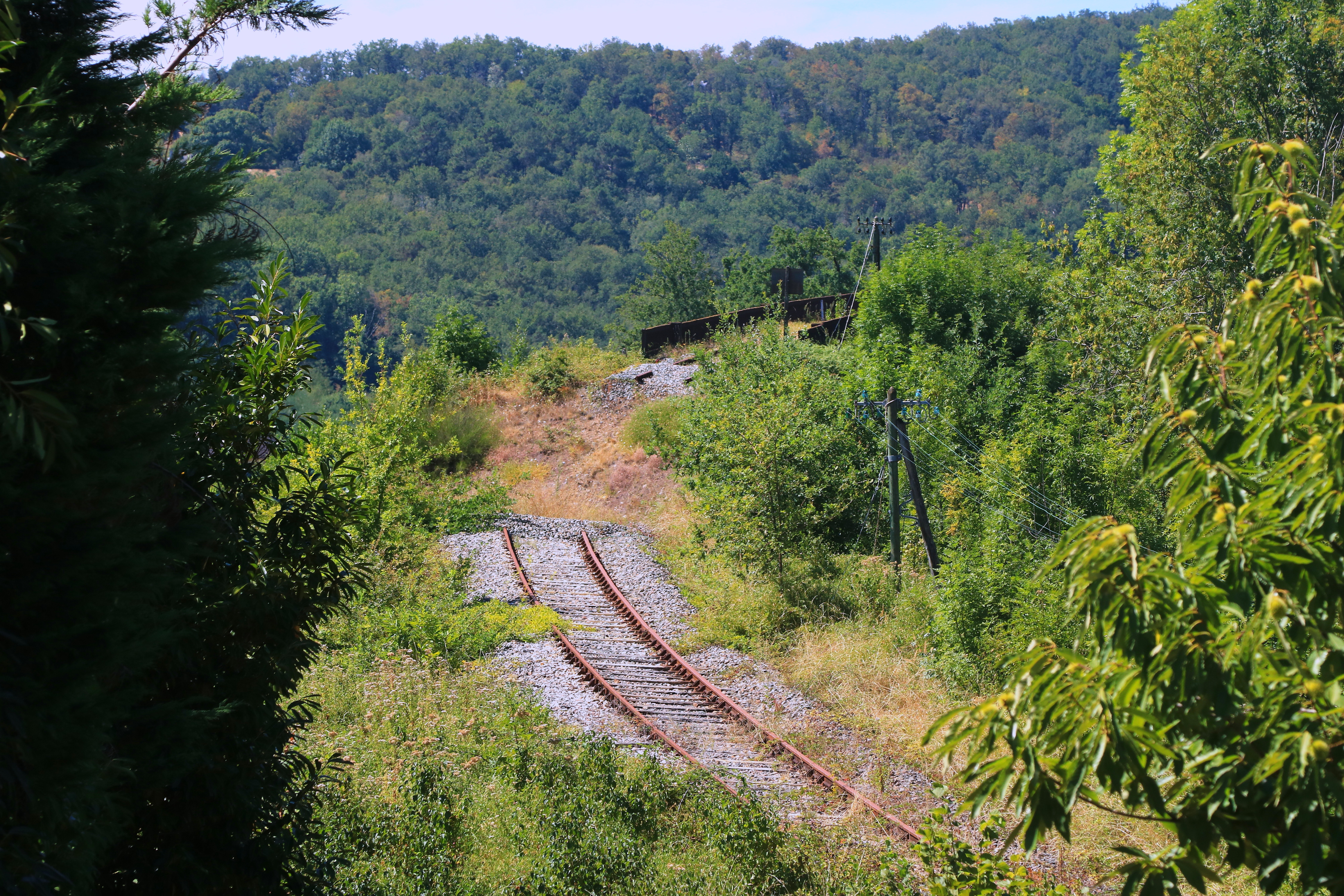
Het onderbroken gedeelte bij Vignols als gevolg van een aardverschuiving.
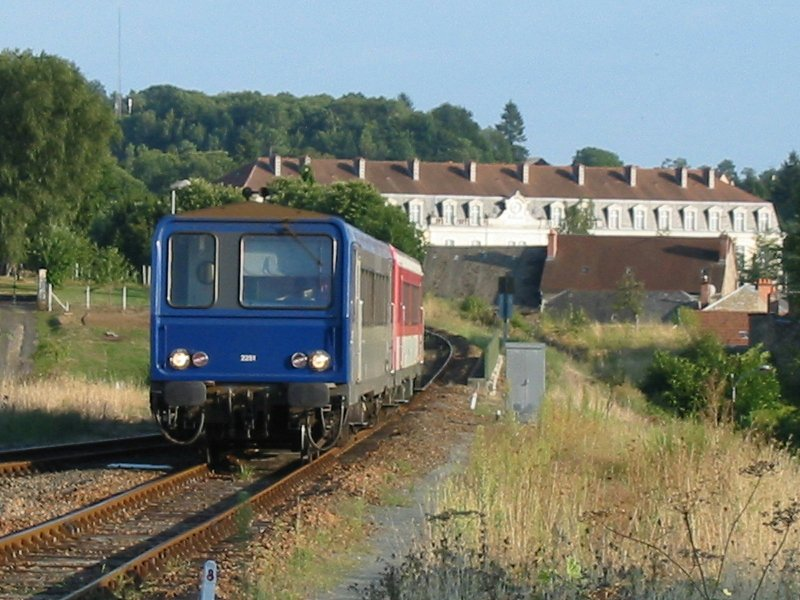
Trein bij Saint-Yrieix in 2003